# 四溝水
四溝水，是臺灣屏東縣萬巒鄉的一個傳統地域名稱，位於該鄉西部。相較於今日行政區，其範圍大致包括泗溝村西南大半部、硫黃村、五溝村西部南側凸出部分的西部，以及內埔鄉的和興村南部邊界地帶中央大段。
本地區境內主要聚落為四溝水、三溝水、硫塘崎，設有五溝國小。

## 歷史
台灣日治初期，四溝水地區為一街庄，稱為「四溝水庄」（舊制街庄），隸屬於港東上里。該庄昔日西及西北與忠心崙庄為鄰，東北及東與五溝水庄為鄰，南邊為佳佐庄、萬巒庄。
1901年（日治明治三十四年）11月11日，全台廢縣廳改設二十廳，該庄隸屬於阿猴廳。1904年（明治三十七年）4月15日，該庄編入「萬巒區」，隸屬於阿猴廳。1905年（明治三十八年）4月1日，阿猴廳改稱「阿緱廳」。1909年（明治四十二年）10月25日，全台合併二十廳為十二廳，萬巒區仍隸屬於阿緱廳。1920年（大正九年）10月1日，全台地方制度大改正，廢十二廳改設五州二廳，該庄改制為「四溝水」大字，隸屬於高雄州潮州郡萬巒庄（新制街庄）。
戰後萬巒庄改制為萬巒鄉，隸屬於高雄縣，大字亦改制為村。1950年（民國39年）10月1日，高、屏分治，萬巒鄉改隸屬於屏東縣。
相較於今日行政區，本地區的範圍大致包括泗溝村西南大半部、硫黃村、五溝村西部南側凸出部分的西部，以及內埔鄉的和興村南部邊界地帶中央大段。

## 聚落
該地區發展較早的聚落為四溝水、三溝水、硫塘崎，在日治期初期的官方地圖上已有記載。

## 交通
鄉道屏100線是美和至萬金的道路，經過本地區的四溝水聚落。
鄉道屏102線是萬巒至佳平的道路，經過本地區的南部邊界地帶暨三溝水聚落南側。
鄉道屏107線是內埔至五溝水的道路，經過本地區的東北部。
鄉道屏111線是四溝水至泗林的道路，其北側端點（起點）位於本地區中部略偏西南、四溝水聚落的鄉道屏100線轉角路口。

## 學校
- 五溝國小